# Gamma bolivianum
Gamma bolivianum är en stekelart som beskrevs av Giordani Soika 1990. Gamma bolivianum ingår i släktet Gamma och familjen Eumenidae. Utöver nominatformen finns också underarten G. b. flavior.